# Lîpivka, Tîsmenîțea
Lîpivka (în ucraineană Липівка) este localitatea de reședință a comunei Lîpivka din raionul Tîsmenîțea, regiunea Ivano-Frankivsk, Ucraina.

## Demografie
Componența lingvistică a localității Lîpivka
     Ucraineană (99,63%)
     Alte limbi (0,11%)
Conform recensământului din 2001, majoritatea populației localității Lîpivka era vorbitoare de ucraineană (99,63%), existând în minoritate și vorbitori de alte limbi.